# Костёл Святого Марка (Краков)
Костёл святого Марка (пол. Kościół św. Marka w Krakowie) — римско-католический храм в центре Кракова, расположенный в Старом Городе на пересечении улиц Славковская (пол. Sławkowska) и Святого Марка (пол. św. Marka).

## История
Согласно Яну Длугошу, костёл был основан в 1263 году князем Болеславом V Стыдливым. Строительство храма началось во второй половине XIII в., (первое упоминание относится к 1295 году) и продолжалось до конца XV в. В 1494 году произошёл крупный пожар, в результате которого уцелели только стены пресвитерия, впоследствии костёл пережил ещё три пожара (1528, 1589 и 1724) и каждый раз был восстановлен, меняя при этом свой облик. Значительную роль в строительстве и восстановительных работах играла общественность Кракова, жертвуя средства и оставляя завещания в пользу храма (известны завещания 1416, 1439, 1473, 1501 и 1504 годов).
С момента основания и вплоть до начала XIX в. костёл был связан с монахами-августинцами, приглашёнными князем Болеславом из Праги и считавшими своим покровителем святого Марка. Храм стал частью их монастыря, просуществовавшего до 1807 года и закрытого австрийскими властями, после чего в монастырских строениях был организован дом для священников на покое. В 1843 были проведены ремонтные работы, а 1894-1896 годах, благодаря усилиям ректора дома священников на покое Вавжиньца Цента, была проведена реставрация.  В 1936-1938 годах часть монастырских строений со стороны улицы Славковской была снесена, на их месте были построены магазины. Последняя на настоящее время масштабная реставрация происходила в 1972-1974 годах.

## Архитектура
На внешней стороны пресвитерия со стороны улицы Славковской находится копия выполненной около 1500 года скульптуры Голгофы, изначально находившиейся внутри храма: готический крест с Ииусом у подножия которого находятся фигуры Богоматери и святого Иоанна Евангелиста. К южному нефу прилегает часовня Ченстоховской иконы Божией Матери в алтаре которого размещён размещён образ этой иконы.
Деревянный главный алтарь создан около 1618 года в мастерской резчика Бальтазара Кунча. Рядом с ним похоронен блаженный Михаил Гедройц.
Фигура Ангела между пресвитерием и главным нефом является работой Бальтазара Фонтаны или скульптора из его мастерской. В костёле также находится амвон в форме сердца с крестом. Данная эмблема была символом ордена монахов-августинцев (марков), которым до начала XIX в. принадлежал храм.

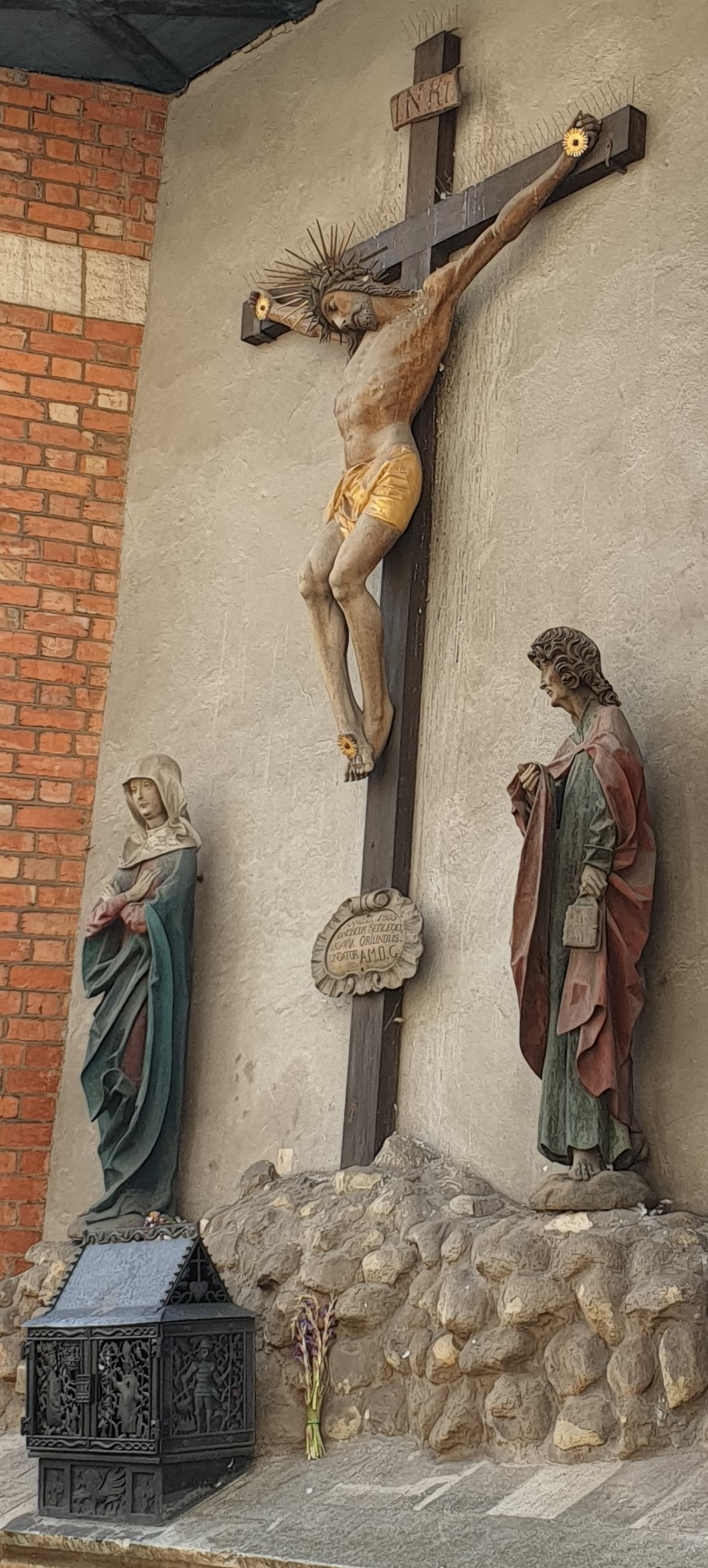
Скульптура Голгофы с внешней стороны храма
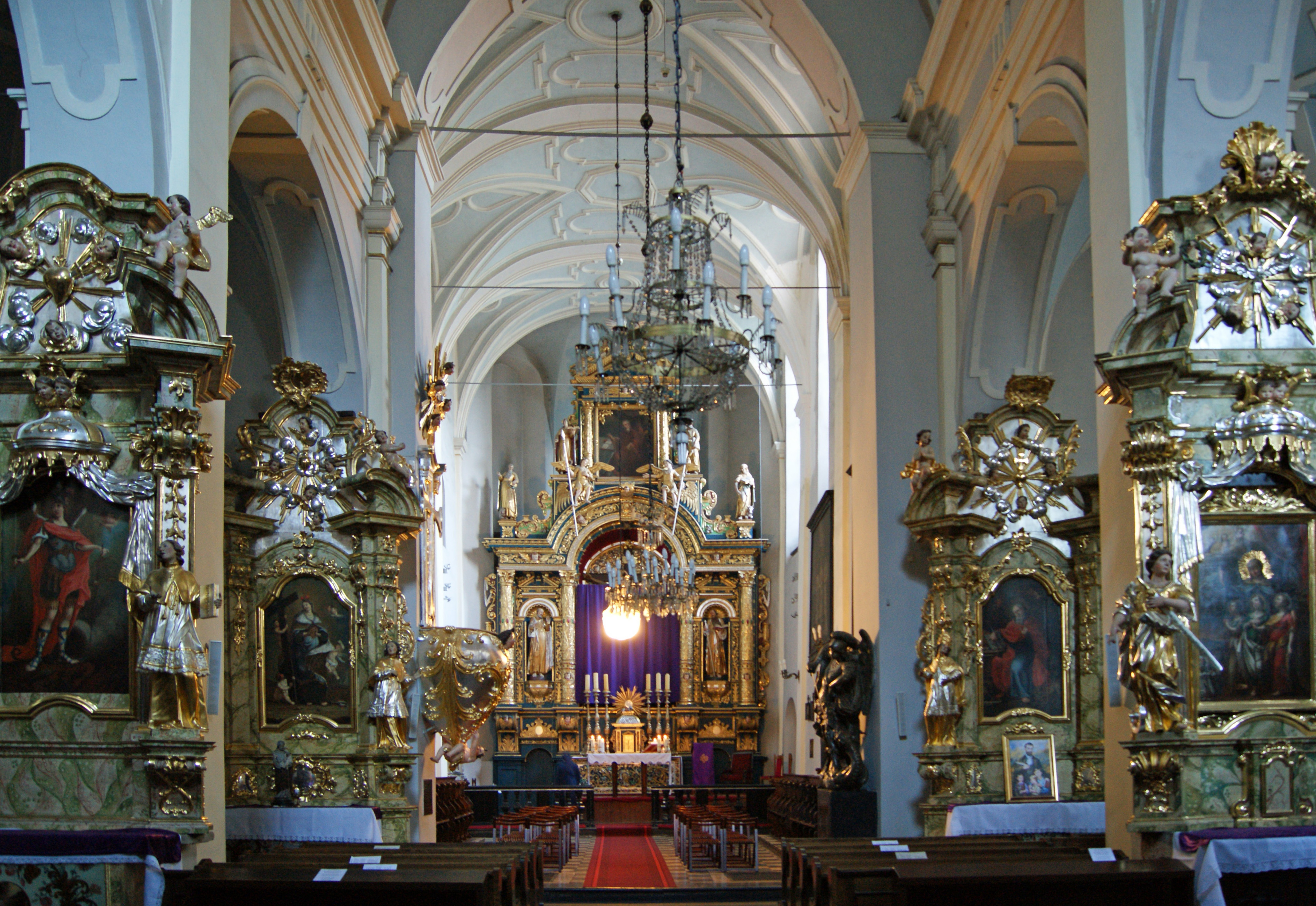
Внутреннее убранство
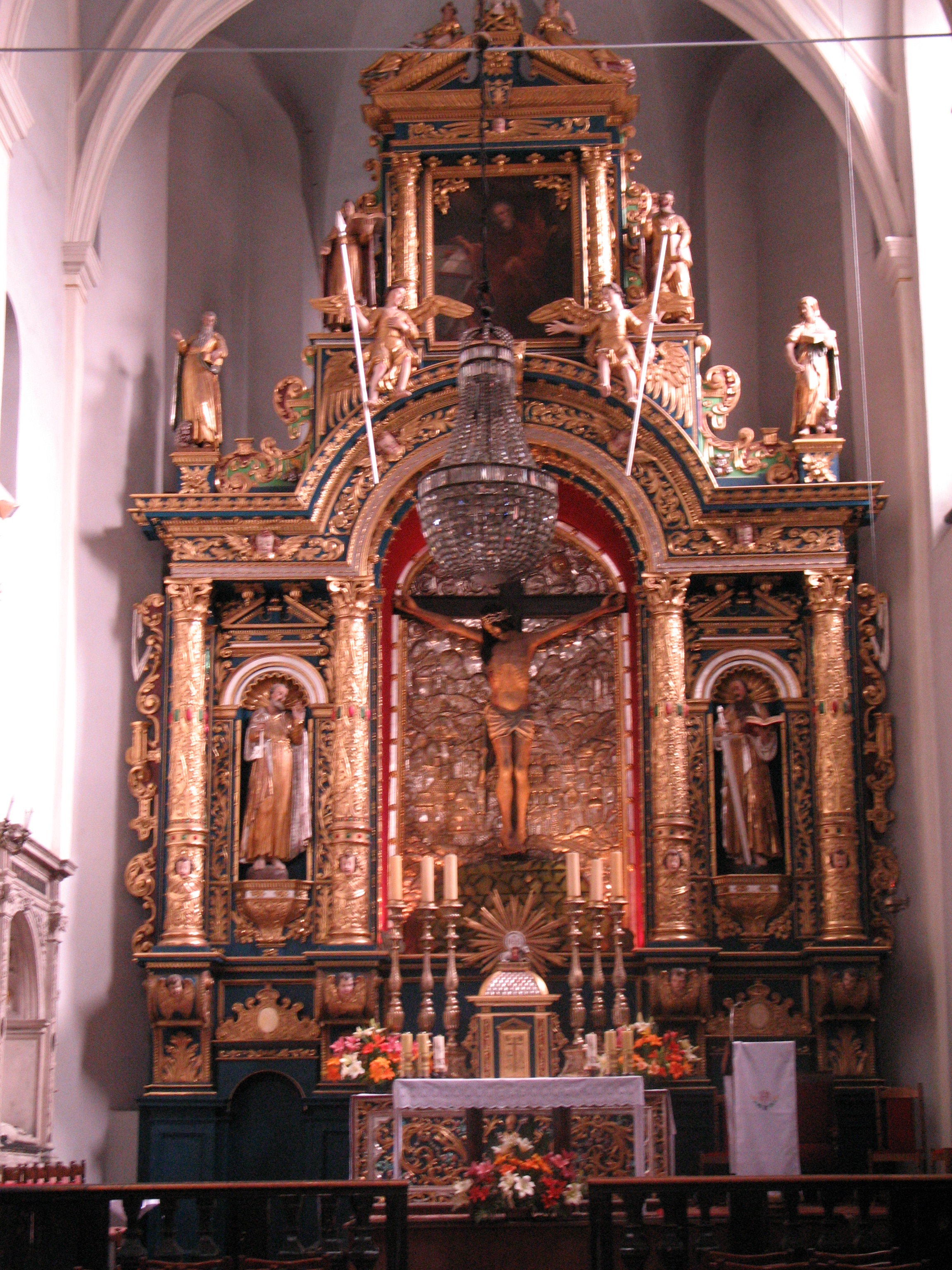
Главный алтарь
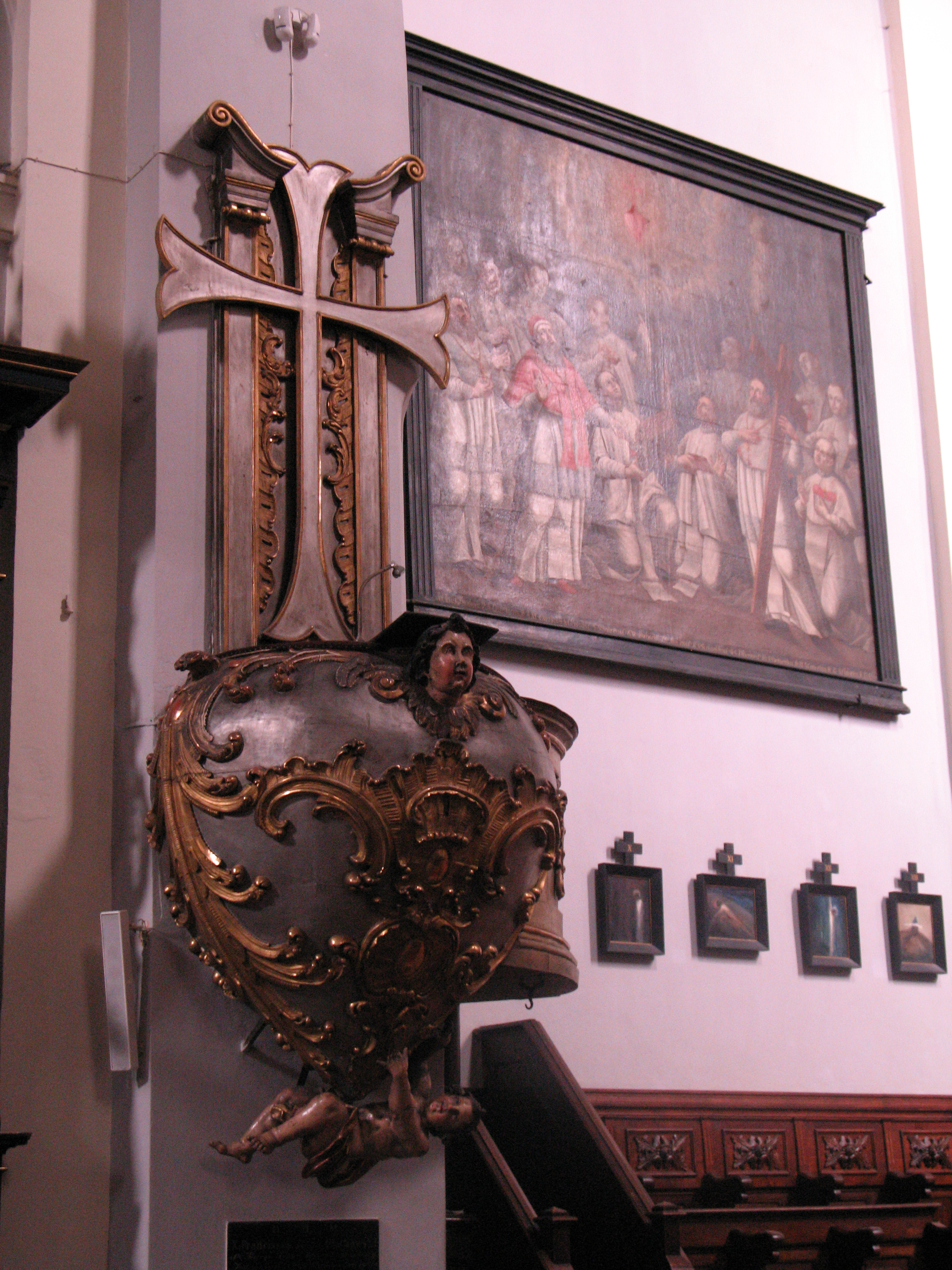
Амвон